# Ármány és szerelem
Ármány és szerelem (Kabale und Liebe, 1783) Friedrich Schiller drámája, melynek saját szerelmi élete szolgáltatott ihletet. A dráma ötfelvonásos polgári színmű, a szerző színpadra szánt harmadik alkotása. A cselekmény fő mondanivalója, hogyan kezdi ki és teszi tönkre az intrika és ármánykodás a szerelem beteljesülését a nemesi származású Ferdinánd és a középosztálybeli Lujza között. A darab első magyarországi bemutatója a Nemzeti Színházban volt, 1843. október 16-án.

## Műfaji sajátosságok
Az Ármány és szerelem tipikus műfaji példája a felvilágosodás eszméiből táplálkozó Sturm und Drang irodalmi mozgalomnak, és ma már a német irodalom egyik legjelentősebb darabjának tekintik. Az egyéni érdekek és a szubjektív érzések (a szabadságok korlátozása, a társadalmi rangok közt húzódó különbség) a mozgatórugói a drámai cselekménynek, ami végül katasztrófához vezet.

## Szereplők
- Lujza (Miller muzsikus lánya)
- Ferdinánd (német miniszter fia, őrnagy)
- Von Walter (német miniszter, Ferdinánd apja)
- Miller (muzsikus, Lujza apja)
- Lady Milford (a fejedelem kegyencnője)
- Wurm (miniszter titkára)
- Millerné (muzsikus felesége, Lujza anyja)
- Von Kalb (udvarnagy)

## Szerkezet, cselekmény
|  | Alább a cselekmény részletei következnek! |

A világrend felbomlása Ferdinánd őrnagy és Lujza - a közönséges polgárlány - között szövődő szerelemből adódik. A társadalmi különbségek miatt szerelmük sokáig titokban marad, csak Miller és Millerné a beavatottak. A tragédia a világrend helyreállásával ér véget, de ezért a rendért nemes értékeknek kell elvesznie.

### Első felvonás
A konfliktus kezdete már a drámatesten kívülre tehető. Az első jelenetben Miller és felesége veszekszik Lujza és az őrnagy szerelmi viszonya miatt, mivel eredetileg Lujza keze Wurm titkáré lett volna. A Miller házaspár ezután Wurmhoz ment, aki aggodalommal fogadta a hírt, hogy Lujza nem lehet az övé. Millerné ráadásul kikotyogta a viszonyt Ferdinánd és Lujza között. Wurm dühében elmegy Von Walterhez, aki elárulta terveit fiával kapcsolatban: Ferdinánd elveszi Lady Milford grófnőt. Wurm elmeséli neki a polgárlány és fia viszonyát. Ferdinánd és Lujza eközben szenvedélyes beszélgetésben esküsznek meg, hogy hátrahagyják a társadalmi különbségeket, és egybekelnek, még Von Walter akarata ellenére is. Ferdinánd merészsége abból adódik, hogy tudja apja titkát, amivel vérpadra is küldheti őt. Von Walter hívatja fiát, és elárulja neki szándékait Lady Milforddal kapcsolatban. Erre Ferdinánd heves és becsületsértő hangon válaszol, mondván, nem akar hozzámenni egy ilyen becstelen asszonyhoz. Ezután a miniszter csapdát állít neki, ugyanis odaígéri neki egy másik jó hírű, és becsületes grófnő kezét. Ekkor Ferdinánd elárulja magát: a házasság elleni ellenszenvének valódi oka szerelme Lujza iránt.

### Második felvonás
Ferdinánd elmegy Lady Milfordhoz apja parancsára, és becstelennek állítja be magát, tükröt tartva a Ladynek. Ezután a grófnő bűnös életmódját a jó szándékból eredezteti, ezért Ferdinánd ott is beszámol szenvedélyes szerelméről a polgárlány iránt. Ezt követően a miniszter ráront Millerékre, és becsületbírósággal fenyegeti meg őket. Ferdinánd megvédi őket apja titkával.

### Harmadik felvonás
Wurm és a miniszter gonosz tervet forral: a legnagyobb titokban elfogatják Lujza családját, és azzal zsarolva a lányt, íratnak vele egy szerelmes levelet Kalb udvarnagynak, amit maga Wurm diktál le. Kalb aztán a levelet "elhagyja" az udvari mulatságon, és így Ferdinánd kezébe kerül.

### Negyedik felvonás
A féltékenység fegyverét használva tőrbe csalják az őrnagyot, aki rátör Kalbra, és fegyverrel fenyegetve vonja őt kérdőre. Már majdnem megtudja az igazságot, de büszke hévvel és lekicsinylő pillantással otthagyja Kalbot.
Milford magához hívatja Lujzát, aki méltó ellenfele a szócsatában, és rámutat a Lady tökéletlenségére. A grófnő ezután egy levelet ír, melyben lemond titulusáról és az őrnagy szerelméről, és elhagyja az országot.
Walter terve beválni látszik: Ferdinánd esedezve kéri bocsánatát, hogy nem figyelt eléggé apai aggodalmára.

### Ötödik felvonás
Ferdinánd dühösen megy Lujzához, aki megtörten fogadja őt. Mivel megesketették, hogy nem árulja el a levél hamisságát, ezért továbbra is hallgat, és komoran fogadja az őrnagy sértéseit. Ferdinánd egy pohár citromos vizet hozat Lujzával, és Millernek egy tarisznya aranyat ad. Lujza apja nem sejti, hogy ez a pénz lányáért cserébe adatik, és Ferdinánd ingerülten fogadja abbéli szándékait, hogy lányára költi azt. Ezután az őrnagy szívességet kér Millertől: menjen a miniszterhez, és mondja meg neki, hogy nem lesz ott a ma esti vacsoraesten. Miután kettesben marad Lujzával, óvatosan arzént önt a citromos vízbe. Belekortyol, majd odaadja Lujzának, hogy kóstolja meg, mivel nem tartja elég erősnek.
Lujzán hamar fog a méreg, de utolsó erejével leleplezi Von Walter és Wurm ármánykodásait. Ferdinánd dühös, és furcsa mód rajta nem fog oly gyorsan a méreg, így apjához siet, hogy utolsó erejével lesújtson rá. A miniszter kétségbeesetten fogadja, látva karjaiban Lujzát. Elmondja, hogy húsz éve Von Walter meggyilkolt egy nemest, majd felvette a nevét papírjai segítségével. Ezután összerogy, és utolsó mozdulatával jelzi apjának, hogy megbocsátott. A törvényszolgák ezután elviszik Von Waltert és Wurmot is.

## Magyar fordítások
- Puky József, Pest 1827; Szenvey, a Szinműtár II. köt., Buda 1841[1]
- Vas István, 1950
- Forgách András, 2009

## Feldolgozások
- Luisa Miller – Giuseppe Verdi operája (1849)
- Ármány és szerelem (Kabale und Liebe) – Gottfried von Einem operája (1976)
- Ármány és szerelem Anno 1951 - tévéfilm
- Számtalan színházban mutatták be Magyarországon is.
- Schiller-Demjén-Papp-Sárdy: Ármány & Szerelem - musical - (2018), Soproni Petőfi Színház
- Schiller-Belinszki-Gulyás-Tatár-Varga: Ármány és szerelem -musical- (2018), Cervinus Teátrum, Szarvas[2]

## Fordítás
- Ez a szócikk részben vagy egészben  a   Kabale und Liebe című német Wikipédia-szócikk ezen változatának fordításán alapul.  Az eredeti cikk szerkesztőit annak laptörténete sorolja fel. Ez a jelzés csupán a megfogalmazás eredetét és a szerzői jogokat jelzi, nem szolgál a cikkben szereplő információk forrásmegjelöléseként.